# Ørsted
Ørsted A/S, «Эрстед» — датская энергетическая компания. Является крупнейшим в мире оператором шельфовых ветроэлектростанций, кроме Дании работает в Великобритании, США, Германии, Нидерландах, Тайване и других странах. Основана в 1972 году как нефтегазодобывающее государственное предприятие.
Помимо ветроэнергетики компания активно занимается переоборудованием старых угольных ТЭЦ в современные, работающие на биомассе, что позволяет сократить количество выбрасываемых ими парниковых газов.

## История
Компания была основана в 1972 году для добычи нефти и природного газа в датском секторе Северного моря. Компания была создана как государственное предприятие и называлась Dansk Olie og Naturgas A/S (DONG, «Датская нефть и природный газ»).
В 2006 году была создана компания DONG Energy путём слияния 6 датских энергетических компаний: DONG, Elsam, Energi E2, Nesa, Københavns Energi и Frederiksberg Forsyning. Компания DONG Energy занималась нефтегазодобычей, производством электроэнергии (в основном, на угольных ТЭС) и снабжением электроэнергией и отоплением. Также в 2006 году было подписано соглашение между DONG Energy и «Газпромом» на поставки в Данию природного газа через газопровод «Северный поток»; поставки должны были начаться в 2011 году и составлять 1 млрд м³ в год. В 2009 году контракт был пересмотрен, поставки увеличивались до 2 млрд м³ в год, также предусматривалось, что DONG Energy будет поставлять природный газ в Великобританию. В июне 2022 года поставки газа «Газпромом» были прекращены.
Начиная с 2010 года DONG Energy начала продавать нефтегазовые активы и угольные ТЭС, в то же время инвестируя в шельфовые ветроэлектростанции в Дании и других странах. В 2011 году была куплена доля в проекте Hornsea Wind Farm (Великобритания); в 2015 году DONG Energy стала единоличным владельцем проекта. В 2013 году начала работу ветроэлектростанция Анхольт установленной мощностью 400 МВт. В сентябре 2013 года DONG Energy продала партнёрам за 728 млн долларов свою долю (50 %) в крупнейшей на то время ветроэлектростанции, London Array. В 2014 году американский инвестиционный банк Goldman Sachs за 1,5 млрд долларов приобрёл 18 % акций DONG Energy. В июне 2016 года было проведено размещение акций DONG Energy на Копенгагенской фондовой бирже. В 2017 году британской компании Ineos за 1 млрд долларов был продан последний нефтедобывающий участок, после чего DONG сменила название на Ørsted в честь датского физика Ханса Кристиана Эрстеда. В сентябре 2017 года была демонтирована первая в мире шельфовая ВЭС Виндеби. В 2019 году датской компании Andel за 21,3 млрд крон ($3 млрд) была продана электрораспределительная сеть Копенгагена. Также в 2019 году была запущена первая очередь ветроэлектростанции Hornsea, первой в мире шельфовой ВЭС мощностью более 1 ГВт.
Рыночная капитализация Orsted, достигавшая на пике в 2020—2021 годах 250 млрд долл., к октябрю 2023 года снизилась до 47,74 млрд. В начале 2025 года рыночная капитализация компании составляла около 20 млрд долларов. В мае 2025 года Ørsted отказалась от строительства 4-й очереди ВЭС Hornsea проектной мощностью 2,4 ГВт из-за неблагоприятной экономической ситуации.

## Деятельность

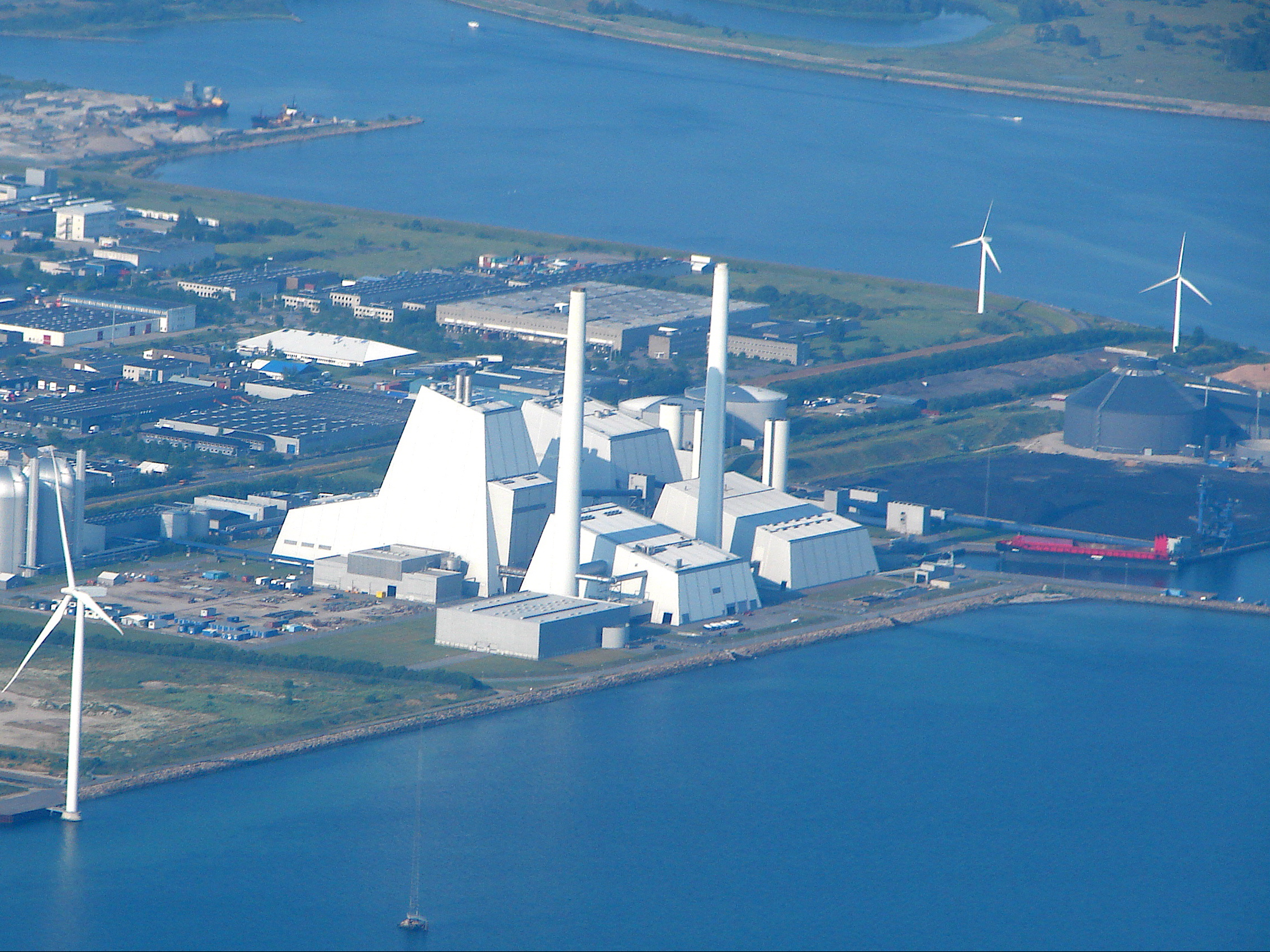
Комбинированная ТЭЦ в пригороде Копенгагена, работающая на биомассе и природном газе

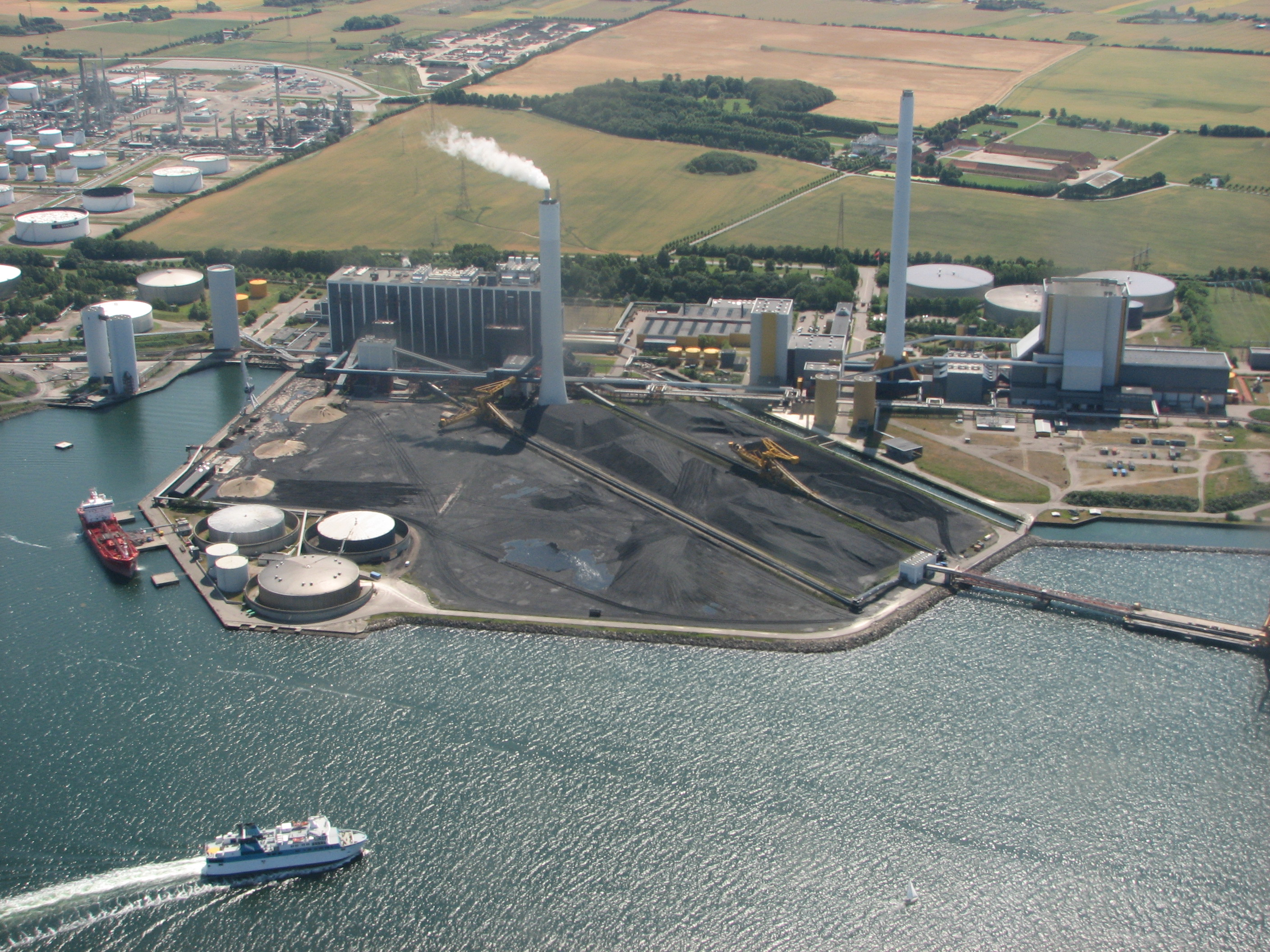
Электростанция в Калуннборге, работающая на древесной щепе

Подразделения компании по состоянию на 2024 год:
- офшорные ВЭС — строительство и эксплуатация шельфовых ветроэлектростанций в Европе, США и Азиатско-Тихоокеанском регионе; 76 % выручки;
- наземные электростанции — ВЭС и СЭС в Европе и США; 4 % выручки;
- биоэнергетика и другое — ТЭС на биомассе, природном газе и угле в Дании; торговля электроэнергией; 21 % выручки.

По состоянию на 2024 год под управлением компании были электростанции возобновляемой энергетики общей установленной мощностью 18,2 ГВт, из них в Великобритании — 5,8 ГВт, США — 5,8 ГВт, Дании — 3,1 ГВт, Германии — 1,4 ГВт, Тайване — 945 МВт, Нидерландах — 752 МВт. Более половины установленной мощности пришлось на офшорные ветроэлектростанции. Выработка электроэнергии за 2024 год составила 33,9 ТВт⋅ч, из них 97 % пришлось на возобновляемые источники (в том числе офшорные ВЭС — 41 %, наземные ВЭС — 26 %, ТЭС на биомассе — 22 %, солнечные электростанции — 7 %).
Выручка компании за 2024 год составила 71 млрд датских крон ($10,7 млрд), из них на Великобританию пришлось 45 %, Данию — 24 %, Германию — 16 %, Тайвань — 4 %, США — 4 %, Нидерланды — 4 %.
В списке крупнейших публичных компаний мира Forbes Global 2000 за 2025 год Orsted заняла 1170-е место.

## Акционеры
Государству принадлежит 50,1 % акций Ørsted A/S. Второй по значимости акционер — норвежская нефтяная компания Equinor (10 %).